# Kyrofors

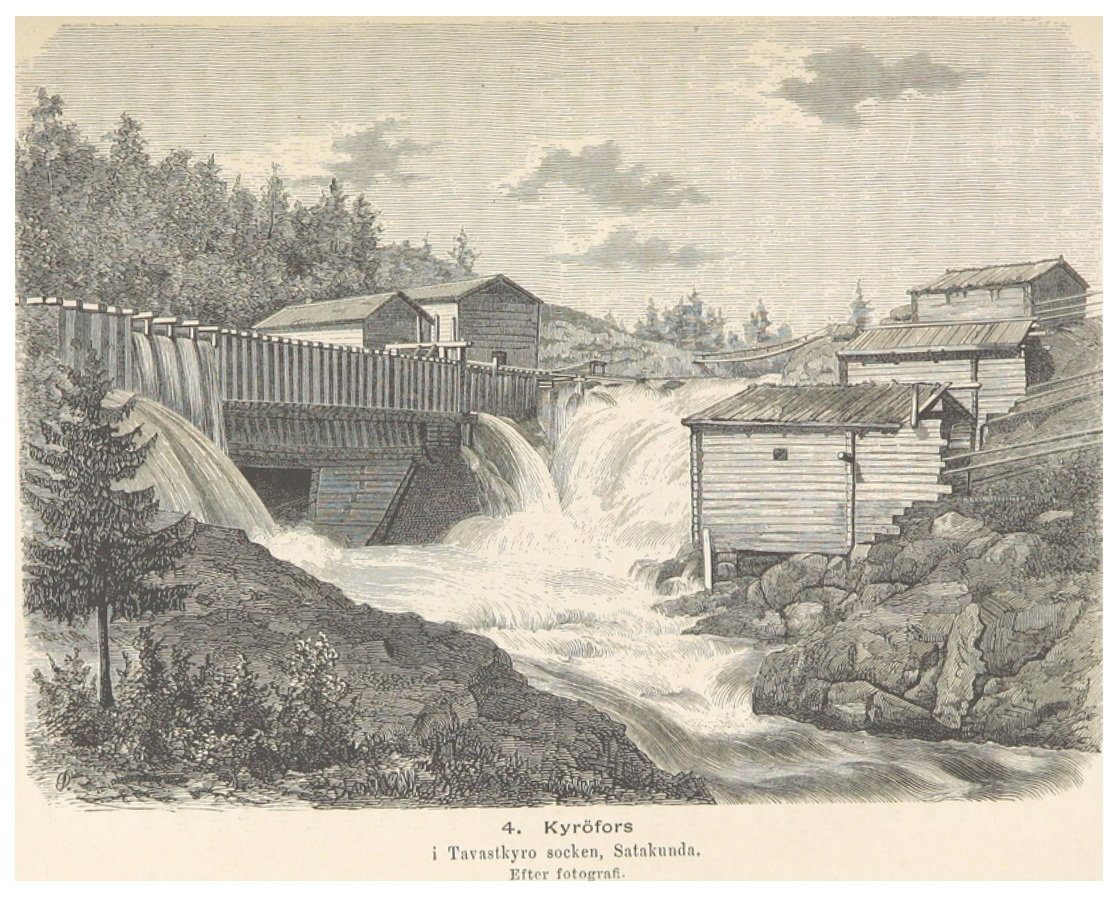
Kyrofors, 1800-tal.

Kyrofors (tjyråfå'rs) är en tätort och bruksort i Tavastkyro kommun Birkaland, fi.: Kyröskoski . 
Bruksorten har uppstått kring en fors som idag har en fallhöjd på 23 meter i den till Kumo älv avflytande Ikalisstråten, 1 kilometer söder om sjön Kyrösjärvi.
I Kyrofors anlade bolaget Hammarén & co. AB sågverk och pappersbruk på 1870-talet.. Bolaget anlade ett kraftverk i forsen år 1912 och ändrade 1941 namn till Kyro Ab. Sågverket och pappersbruket såldes 1995 till M-Real Ab. Sågverksamheten avslutades år 2009.
Brukets elektrifierade järnväg var den sista fungerande smalspåriga järnvägen i Finland. Järnvägen var i bruk från 1914 till 1989 och användes för transport av trä.
Vid tätortsavgränsningen 31 december 2012 hade Kyrofors 6 830 invånare och omfattade en landareal av 16,22 kvadratkilometer. Tätorten var delad mellan 2 kommuner:
- i Tavastkyro kommun låg den största delen med 6 090 invånare
- i Ylöjärvi stad 740 invånare